# Ukraine Calling
Ukraine Calling – zachodnioeuropejskie wydanie trzeciej długogrającej płyty ukraińskiego zespołu folk rockowego Haydamaky.
W oryginale album ukazał się pod tytułem Perwerzija (Перверзія), natomiast wydaniem i dystrybucją na rynku zewnętrznym zajęła się niemiecka wytwórnia Eastblok Music. Wydawnictwo trafiło na europejski rynek 24 lutego 2006, czyli w nieco ponad dwa miesiące po ukazaniu się wydania ukraińskiego. W stosunku do pierwotnej wersji, na płycie Ukraine Calling zmieniono układ kompozycji, oraz przetłumaczono tytuły utworów na język angielski. Co więcej zachodnioeuropejska wersja zawiera piosenkę dodatkową, nieobecną w oryginalnym zestawieniu. Jest to utwór Za naszow stodołow (tu: Behind Our Barn) pochodzący z płyty Bohusław. Trend ten będzie kontynuowany podczas prac nad albumem Kobzar.

## Twórcy
- Ołeksandr Jarmoła – wokal, sopiłka, kosa dudka, teksty
- Iwan Lenio – akordeon, wokal wspierający, cymbały, Organy Hammonda BX3
- Eugen Didic – trąbka, skrzydłówka
- Ołeksandr Demjanenko – gitara, mandolina
- Rusław Owras – bębny, perkusja
- Wołodymyr Szerstiuk – gitara basowa

## Utwory
Należy zwrócić uwagę na wzrost znaczenia instrumentów dętych w kompozycjach Haydamaków. Tendencja ta powstała, gdy do zespołu dołączył były trębacz mołdawskiej grupy Zdob și Zdub – Eugena Didika. Nowe elementy można dostrzec także w tekstach Ołeksandra Jarmoły, które począwszy od albumu Perwerzija/Ukraine Calling dotykają także tematów społecznych (Nemaje Chliba – Spiwaj), czy politycznych (Lystopad 2004 mówiący o pomarańczowej rewolucji).
| 1.  | Love (To Ada Cytryna) [oryg. Кохання (Аді Цитрині)/Kochannia (Adi Cytryni)]                             | 3:53  |
|     | |       |
| 2.  | Achtung?! [oryg. Чуєш?!/Czujesz?!]                                                                      | 1:29  |
|     | |       |
| 3.  | Sing, Even If You Got No Bread! [oryg. Немає Хліба – Співай/Nemaje Chliba – Spiwaj]                     | 4:08  |
|     | |       |
| 4.  | November [oryg. Листопад 2004/Lystopad 2004]                                                            | 5:01  |
|     | |       |
| 5.  | Shidi-Ridi [oryg. Шіді-Ріді/Szidi-Ridi]                                                                 | 3:04  |
|     | |       |
| 6.  | Heavenly Trembita [oryg. Божествена Тромпіта/Bożestwena Trompita]                                       | 5:01  |
|     | |       |
| 7.  | Along The Valley [oryg. Долинов, Долинов/Dołynow, Dołynow]                                              | 3:53  |
|     | - słowa – tradycyjne                                                                                    |       |
| 8.  | Dismal Holy Night [oryg. Сумний Святий Вечір/Sumnyj Swiatyj Weczir]                                     | 3:46  |
|     | - słowa tradycyjne                                                                                      |       |
| 9.  | Seven Sorrows [oryg. Сім Бід/Sim Bid]                                                                   | 3:38  |
|     | |       |
| 10. | On The Other Shore [oryg. На Тому Боці/Na Tomu Boci]                                                    | 2:47  |
|     | |       |
| 11. | At The Window [oryg. Під Облачком/Pid Obłaczkom]                                                        | 4:48  |
|     | - słowa tradycyjne                                                                                      |       |
| 12. | Ukraine Calling [oryg. Центр Української Культури/Centr Ukrajinśkoji Kultury]                           | 2:30  |
|     | |       |
| 13. | Behind Our Barn [oryg. За нашов стодолов/Za naszow stodołow]                                            | 3:15  |
|     | - Piosenka nie występuje na ukraińskiej wersji (Perwerzija), pojawia się natomiast na albumie Bohusław. |       |
|     | | 47:13 |
|     | |       |
- Słowa: O. Jarmoła
- Muzyka: Haydamaky

## Wideoklipy
Wydano dwa wideoklipy ilustrujące piosenki z albumu. Pierwszym był klip do piosenki Love/Кохання nagrany w kwietniu 2006 roku w Kamieńcu Podolskim. Drugi, do utworu Heavenly Trembita/Божествена Тромпіта został nagrany podczas XI Przystanku Woodstock w 2005 roku.